# نظرآباد (پلدختر)
نظرآباد روستایی در دهستان افرینه بخش معمولان شهرستان پلدختر استان لرستان ایران است.

## جمعیت
بر پایه سرشماری عمومی نفوس و مسکن در سال ۱۳۹۵ جمعیت این روستا ۲۳ نفر (۵خانوار) بوده‌است.